# Delhi Charter Township
Delhi Charter Township ist ein Charta Township im Ingham County im US-Bundesstaat Michigan. Das U.S. Census Bureau hat bei der Volkszählung 2020 eine Einwohnerzahl von 27.710 ermittelt.
Die Gemeinde am Südrand von Lansing, deren Bevölkerung fast ausschließlich im Ortsteil Holt lebt, hat in den letzten zehn Jahren um ca. 10 % zugenommen.
Als Kuriosum gilt F. D. C. Willard; geboren in Holt veröffentlichte Willard wissenschaftliche Arbeiten zur Tieftemperaturphysik – als erste Katze mit dieser Eigenschaft.